# MZ-B (Motorradhersteller)
MZ-B war ein deutscher Motorradhersteller, der zwischen 1996 und 1998 unter diesem Markenkürzel sowie als Rechtenutzer unter dem Namen Horex Leichtkrafträder vermarktete. Die MZ-B Fahrzeug GmbH montierte die Modelle im ehemaligen DKW- und späterem MZ-Stammwerk im sächsischen Zschopau.

## Unternehmensgeschichte

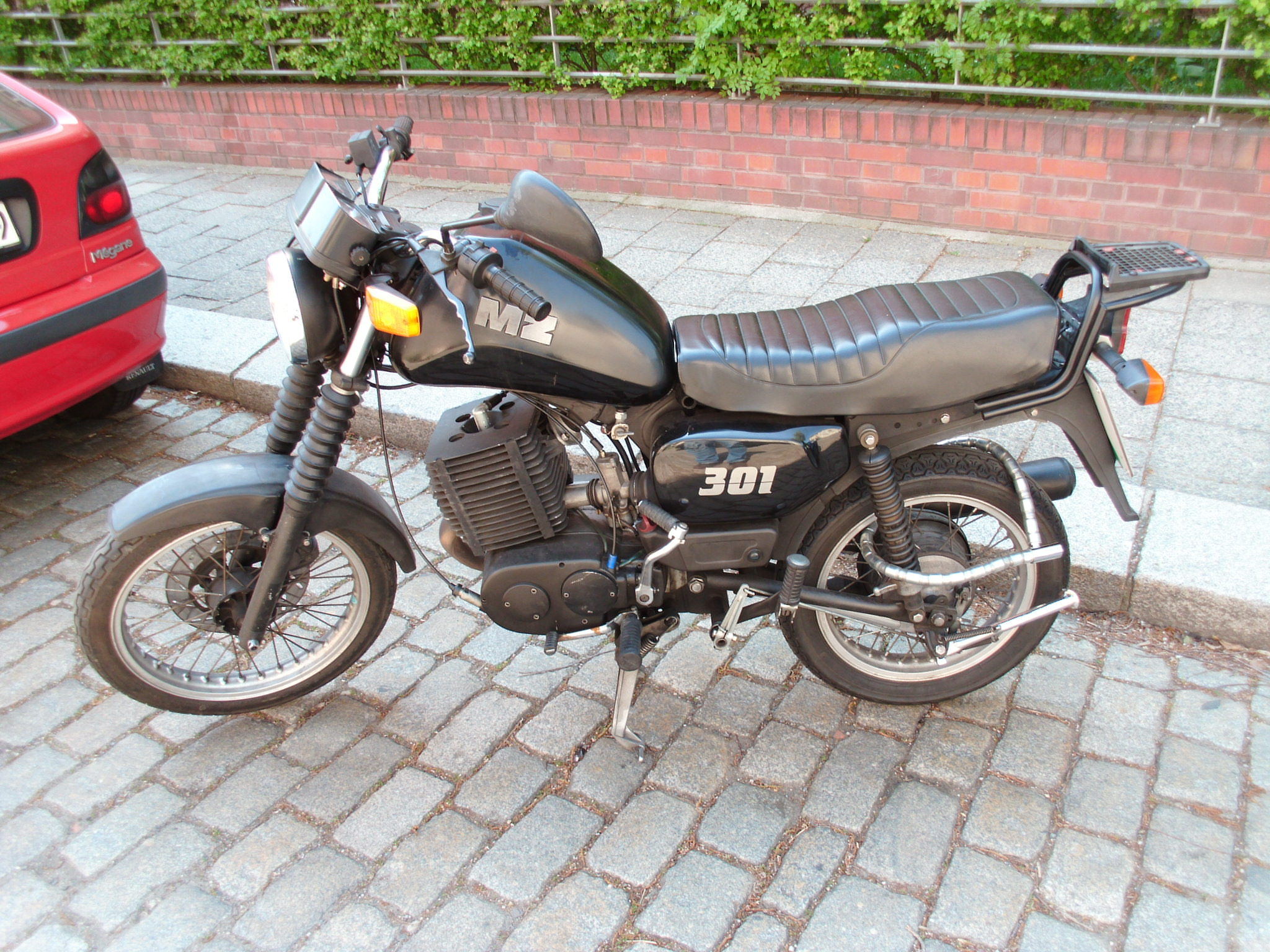
MZ-Kanuni ETZ 301, gebaut ab 1994 von Kuralkan Motorlu Araçlar in Istanbul. – In Deutschland importiert durch die MZ-B Vertriebs GmbH.

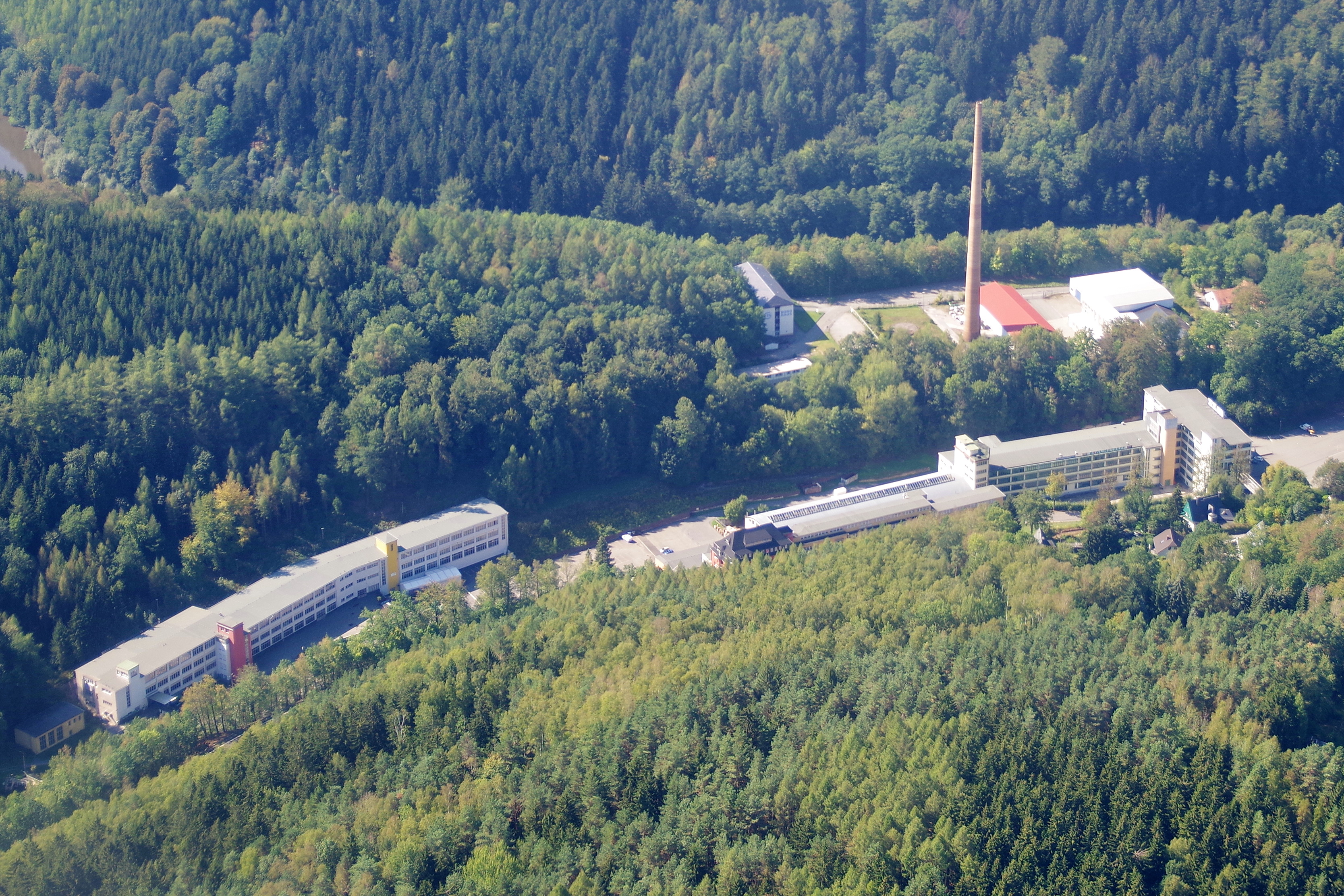
Montiert wurden die Leichtkrafträder im traditionsreichen DKW-/MZ-Stammwerk in Zschopau

Die MZ-B Fahrzeug GmbH mit Sitz in Zschopau wurde 1996 als Tochtergesellschaft der 1990 in Berlin aus einem ehemaligen Betriebsteil (Werk 8) des VEB MZ hervorgegangenen MZ-B Vertriebs GmbH gegründet. Die MZ-B Vertriebs GmbH handelte ab 1990 mit Ersatzteilen für MZ-Motorräder, später folgten weitere osteuropäische Marken, darunter auch Jawa. Zudem hatte sie großen Anteil am Produktionsneustart der ETZ-Baureihen von Kanuni und war deren erster Generalimporteur. Zusammen mit der zugekauften Tochtergesellschaft „Bajaj-Motorfahrzeug-Vertriebsgesellschaft“ wurden ferner Motorroller aus indischer Produktion in Deutschland vermarktet. Auch sicherte man sich durch diesen Kauf die Namensrechte der Marke Horex.
Bedeutender Anlass für die Gründung der Tochtergesellschaft für die Motorradproduktion und den Markteintritt mit Leichtkrafträdern waren die zum 1. April 1996 geänderten Fahrerlaubnisbestimmungen, nach denen die Hubraumgröße für Führerscheinneulinge mit 16 Jahren von bis dahin 80 cm³ auf 125 cm³ angehoben wurde. Auch profitierten Inhaber des Klasse-3-Führerscheins (die diesen vor dem 1. April 1980 erworben hatten) davon und durften ohne weitere Prüfung Leichtkrafträder bis 125 cm³ fahren.
Die Motorräder wurden mit nur mäßigem Erfolg verkauft. Im Frühjahr 1998 geriet die MZ-B Vertriebs GmbH in wirtschaftliche Schwierigkeiten und die MZ-B Fahrzeugbau GmbH musste als Folge am 9. September 1998 Insolvenz anmelden und ihre Geschäftstätigkeit einstellen.

## Produktpalette
MZ-B RT 125 Classic
Die RT 125 Classic war das zuerst vermarktete Modell des Herstellers. Das Fahrzeug wurde aus Teilen verschiedenster Zulieferer zusammengebaut. Der Rahmen stammte von der ETZ 251/301 von MZ Kanuni in Istanbul, in das mit einem Hilfsrahmen ein etwas modifizierter Motor des belarussischen Herstellers Minsk (belarussisch Мінск) eingebaut wurde. Der Motor leistet rund 7 kW (9,5 PS). Der Tank und die beiden Seitendeckel wurden unverändert übernommen. Diese Teile waren wahlweise grün oder blau lackiert. Es wurden rund 600 Stück gefertigt. Die unverbindliche Preisempfehlung des Herstellers betrug 3.800 DM.
Horex Regent 125
Die Horex Regent sollte mit ihrem sportlichen Aussehen vor allem auf Fahranfänger als Käufer abzielen. Der Rahmen kam von Jawa aus Tschechien, der Viertaktmotor aus taiwanesischer Produktion (Fertigung in Lizenz von Honda) und leistete rund 8,9 kW (12,1 PS) bei 9500/min. Auch hier stammten Baugruppen und Anbauteile von unterschiedlichen Zulieferern aus Europa und Asien. Über produzierte Stückzahlen gibt es keine gesicherten Angaben. Die UVP betrug 4.900 DM.
Horex Imperator 125
Die Horex Imperator ähnelt in der Grundkonstruktion der Regent 125, hatte den gleichen Antrieb, war jedoch ein Chopper. Auch bei diesem Modell gibt es über produzierte Stückzahlen keine gesicherten Angaben. Die UVP betrug 4.800 DM.